# Клавељинитас (Пуебло Нуево)
Клавељинитас (шп. Clavellinitas) насеље је у Мексику у савезној држави Дуранго у општини Пуебло Нуево. Насеље се налази на надморској висини од 1120 м.

## Становништво
Према подацима из 2005. године у насељу је живело 16 становника.

### Хронологија
| Година       | 2005 |
| ------------ | ---- |
| Становништво | 16   |

### Попис
| # | Индикатор                        | Вредност |
| - | -------------------------------- | -------- |
| 1 | Укупно појединачних домаћинстава | 2        |